# 6351 Neumann
6351 Neumann è un asteroide della fascia principale. Scoperto nel 1971, presenta un'orbita caratterizzata da un semiasse maggiore pari a 3,2562747 UA e da un'eccentricità di 0,0128736, inclinata di 8,12410° rispetto all'eclittica.